# Thomas Johansson (professor)
Thomas Johansson, född 1959, är en svensk socialpsykolog som varit verksam inom mans- och ungdomsforskning.
Johansson växte upp i Vänersborg och utbildade sig till psykolog vid Lunds universitet på 1980-talet. Han har varit yrkesverksam som klinisk psykolog och är legitimerad psykoterapeut. Han disputerade vid Sociologiska institutionen vid Lunds universitet 1992. Han har varit verksam vid Växjö universitet, Högskolan i Skövde och därefter vid Göteborgs universitet, där han varit professor i socialpsykologi och tillträdde 2010 en professur i pedagogik med inriktning mot barn- och ungdomsvetenskap.
Johansson har bland annat forskat om ungdomars identitet, livsstil och populärkultur. Hans publicering har (2023) enligt Google Scholar över 7 500 citeringar och ett h-index på 43.